# Dünnschnabelgeier
Der Dünnschnabelgeier (Gyps tenuirostris) ist ein Vertreter der Altweltgeier (Aegypiinae), der vom nordwestlichen Indien (Bundesstaat Haryana) über Nepal und Assam bis in den Norden und Osten von Myanmar sowie im Süden von Laos und in Kambodscha vorkommt.

## Merkmale
Der Dünnschnabelgeier zählt zu den mittelgroßen Altweltgeiern. Die Körperlänge ausgewachsener Exemplare beträgt 77 bis 103 cm, die Spannweite 196 bis 258 cm. Er ähnelt dem Indiengeier (Gyps indicus), ist aber etwas größer (minimale Flügellänge 59 cm vs. 56 cm), hat einen schlankeren und dunkleren Hals, einen dunkleren Kopf ohne weiße Daunen und einen dunklen, schmaleren Schnabel. Der Schnabel des Indiengeiers ist gelb. Die Ohröffnungen sind größer und auffälliger, der Hals zeigt eine auffällige Faltung, die beim Indiengeier nicht vorhanden ist. Die Iris ist dunkelbraun. Der Kopf des Dünnschnabelgeiers ist 13,5 bis 14,5 cm lang, der des Indiengeiers hat eine Länge von 12,6 bis 13,1 cm.

## Lebensraum und Lebensweise
Der Dünnschnabelgeier kommt in offenen und teilweise bewaldeten Gebieten und in Bergen, z. B. in den südlichen Vorbergen des Himalayas (Siwaliks), bis in Höhen von 1500 Metern vor. Oft hält er sich in der Nähe von Dörfern, Schlachthöfen oder Müllhalden auf. Er nistet auf Bäumen, der Indiengeier dagegen auf hohen Felsen. Dünnschnabelgeier ernähren sich ausschließlich von Aas. Bei größeren Kadavern bilden sich oft große Gruppen von Geiern mit dem Dünnschnabelgeier, dem Indiengeier und dem Kahlkopfgeier (Sarcogyps calvus). Dabei geben Dünnschnabelgeier eine Vielzahl von gackernden, zischenden und grunzenden Geräuschen von sich. Dünnschnabelgeier sind in der Regel Standvögel. Nur in Nepal wurden Wanderungen zwischen verschiedenen Höhenstufen festgestellt. Über die Brutbiologie des Dünnschnabelgeiers ist nur wenig bekannt. Die Vögel brüten von Oktober bis März. Das einzeln stehende Nest wird aus Zweigen in großen Bäumen 7 bis 15 Meter über den Bodengrund errichtet, manchmal in der Nähe von Dörfern. Es hat einen Durchmesser von 60 bis 90 cm und ist 35 bis 50 cm hoch. Das Gelege besteht aus einem einzelnen Ei, das etwa 50 Tage lang bebrütet wird.

## Gefährdung und Schutzbemühungen
Der Dünnschnabelgeier gilt nach Angaben der Internationalen Union zur Bewahrung der Natur als vom Aussterben bedroht („Critically Endangered“). Sein Verbreitungsgebiet war ursprünglich größer, umfasste auch Thailand, das gesamte Indochina und reichte bis in den Norden der Malaiischen Halbinsel. In Indien und Nepal ist der Bestand der Vögel seit Mitte der 1990er Jahre um bis zu 97 % zurückgegangen und der Gesamtbestand wird jetzt auf 1500 bis 3750 Individuen geschätzt. Ein wichtiger Grund für den starken Einbruch der Population ist die Anwendung von Diclofenac in der Tiermedizin. Fressen die Geier Tierkadaver, die mit diesem Tierarzneimittel behandelt wurden, kann es zu tödlichem Nierenversagen kommen.

## Belege
1. 1 2 3  
Josep del Hoyo, N. Collar, J. S. Marks: Slender-billed Vulture (Gyps tenuirostris). In: J. del Hoyo, A. Elliott, J. Sargatal, D. A. Christie, E. de Juana (Hrsg.): Handbook of the Birds of the World Alive. Lynx Edicions, Barcelona 2018. (abgerufen bei https://www.hbw.com/node/467345 am 30. Januar 2018).